# Platges d'Arenys de Mar
Les platges d'Arenys de Mar són les platges que conformen el litoral marítim del municipi d'Arenys de Mar (Maresme), que té un front litoral d'uns 3,7 km de longitud.

## Creació
La costa d'Arenys de Mar, com la resta del Maresme, té el paisatge característic del sòl granític, però abans d'ésser alterat per l'home era més semblant a la Costa Brava a causa de la penetració dels contraforts de la serralada litoral en el mar i de la formació de platges a les cales d'entre les 'puntes'. L'àmbit geogràfic costaner d'Arenys de Mar venia definit per cinc cales acotades per les corresponents sis 'puntes' que les defineixen. De ponent a llevant, la primera era la cala del paratge del Canyadell, entre la punta de la Musclera, prop del límit amb el terme de Caldes d'Estrac, i la punta del Sapí o de la 'Foradada' on hi ha el túnel del FFCC. La següent cala arribava fins a la punta de la Pietat, on hi ha el cementiri, amb les 'Roques d'en Lluc'. El tercer tram comprès entre la punta de la Pietat i la del Calvari és la vall on s'assenta el nucli antic de la població, amb l'important eix territorial de la riera de Subirans o Riera d'Arenys. Entre la punta del Calvari i la del Portinyol hi havia la cala més arrecerada, que va donar origen al port d'Arenys. A llevant del Portinyol fins a la punta del Rocatell de Canet de Mar, hi ha el paratge del Cabaió, on s'obre la també anomenada 'Tercera Platja'. La comunicació transversal terrestre era pèssima i el vertader medi de transport era el mar.
A partir del segle XVI, fins a meitat del segle xx, el desboscament i les rompudes dels camps al Maresme i a la Selva provoquen una erosió continuada, dipositant les sorres resultants al litoral, a través dels rials, i són arrossegades de llevant a ponent pels temporals, engruixint els sorrals de les platges i fent avançar la línia marítimo-terrestre. Això va permetre la creació d'un eix de comunicació transversal terrestre a la mateixa línia litoral, que de tant en tant era destruït pels temporals, fins que es construïren les actuals línies de defensa de la carretera i el ferrocarril.
La construcció de la Punta Vella del port, el 1945, va tallar els corrents de sorra procedents de la Tordera, produint la pràctica desaparició de totes les platges de ponent. La costa es convertí en una barra contínua d'escullera sempre nua, tret de la platja del Cavaió, o Tercera Platja, que augmentà, en estar a llevant del port. L'Ajuntament demanà al Ministerio de Obras Públicas la creació d'espigons per a recuperar les platges, però no s'efectuaren. Únicament es construí un petit primer espigó al marge dret de la Riera, que amb la posterior ampliació del port i els espigons fets per a canalitzar la riera als anys 1990, la platja de la Picòrdia no ha parat de créixer.
Als anys 1990 el Ministerio de Obras Públicas va executar el 'Pla de Regeneració de Platges del Maresme', es van rebaixar els espigons de la platja de la Musclera, junt a Caldes, i es van bombejar sorres creant una àmplia franja de platja continua a tot el llarg del front marítim.

## Platges
Les platges actuals d'Arenys de Mar, de llevant a ponent, són:
| Platja                         | Límits                                                            | Longitud | Foto |
| ------------------------------ | ----------------------------------------------------------------- | -------- | ---- |
| Platja del Cavaió              | Entre la platja de Canet i el port d'Arenys                       | 600 m    |      |
| Platja de la Picòrdia          | Entre el port d'Arenys i la platja de les Roques d'en Lluc        | 580 m    |      |
| Platja de les Roques d'en Lluc | Entre la platja de la Picòrdia i la Punta del Canyadell           | 300 m    |      |
| Platja de la Musclera          | Entre la punta del Canyadell i la platja Kalima (Caldes d'Estrac) | 670 m    |      |